# Liste der Biografien/Woln
Liste der Biografien |
Portal Biografien |
Personensuche
# |
A |
B |
C |
D |
E |
F |
G |
H |
I |
J |
K |
L |
M |
N |
O |
P |
Q |
R |
S |
T |
U |
V |
W |
X |
Y |
Z |
?
 
Wa |
Wc |
Wd |
We |
Wh |
Wi |
Wj |
Wl |
Wn |
Wo |
Wr |
Ws |
Wt |
Wu |
Ww |
Wy |
Wz
 
Woa |
Wob |
Woc |
Wod |
Woe |
Wof |
Wog |
Woh |
Woi |
Woj |
Wok |
Wol |
Wom |
Won |
Woo |
Wop |
Wor |
Wos |
Wot |
Wou |
Wov |
Wow |
Wox |
Woy |
Woz
 
Wola |
Wolb |
Wolc |
Wold |
Wole |
Wolf |
Wolg |
Wolh |
Woli |
Wolj |
Wolk |
Woll |
Wolm |
Woln |
Wolo |
Wolp |
Wolr |
Wols |
Wolt |
Wolv |
Woly |
Wolz
Die Liste der Biografien führt alle Personen auf, die in der deutschsprachigen Wikipedia einen Artikel haben. Dieses ist eine Teilliste mit 16 Einträgen von Personen, deren Namen mit den Buchstaben „Woln“ beginnt.

## Woln

### Wolne
- Wolner, Ernst (* 1939), österreichischer Herzchirurg
- Wolner, Stefan (* 1975), österreichischer Filmemacher
- Wølner, Tone (* 1978), norwegische Handballspielerin

### Wolni
- Wolnicka-Szewczyk, Barbara (* 1970), polnische Florettfechterin

### Wolno
- Wolnow, Gennadi Georgijewitsch (1939–2008), sowjetischer Basketballspieler
- Wolnow, Iwan Jegorowitsch (1885–1931), russisch-sowjetischer Schriftsteller
- Wolnowa, Marina (* 1989), kasachische Boxerin

### Wolnu
- Wolnuchin, Sergei Michailowitsch (1859–1921), russisch-sowjetischer Bildhauer und Hochschullehrer

### Wolny
- Wolny, Erich (1948–2018), österreichischer Jurist und Magistratsdirektor, Hochschullehrer
- Wolny, Franz (1940–2018), österreichischer Fußballspieler
- Wolny, Gregor (1793–1871), österreichisch-mährischer Benediktiner und Landeshistoriker
- Wolny, Jakub (* 1995), polnischer SkispringerJakub Wolny (* 1995)

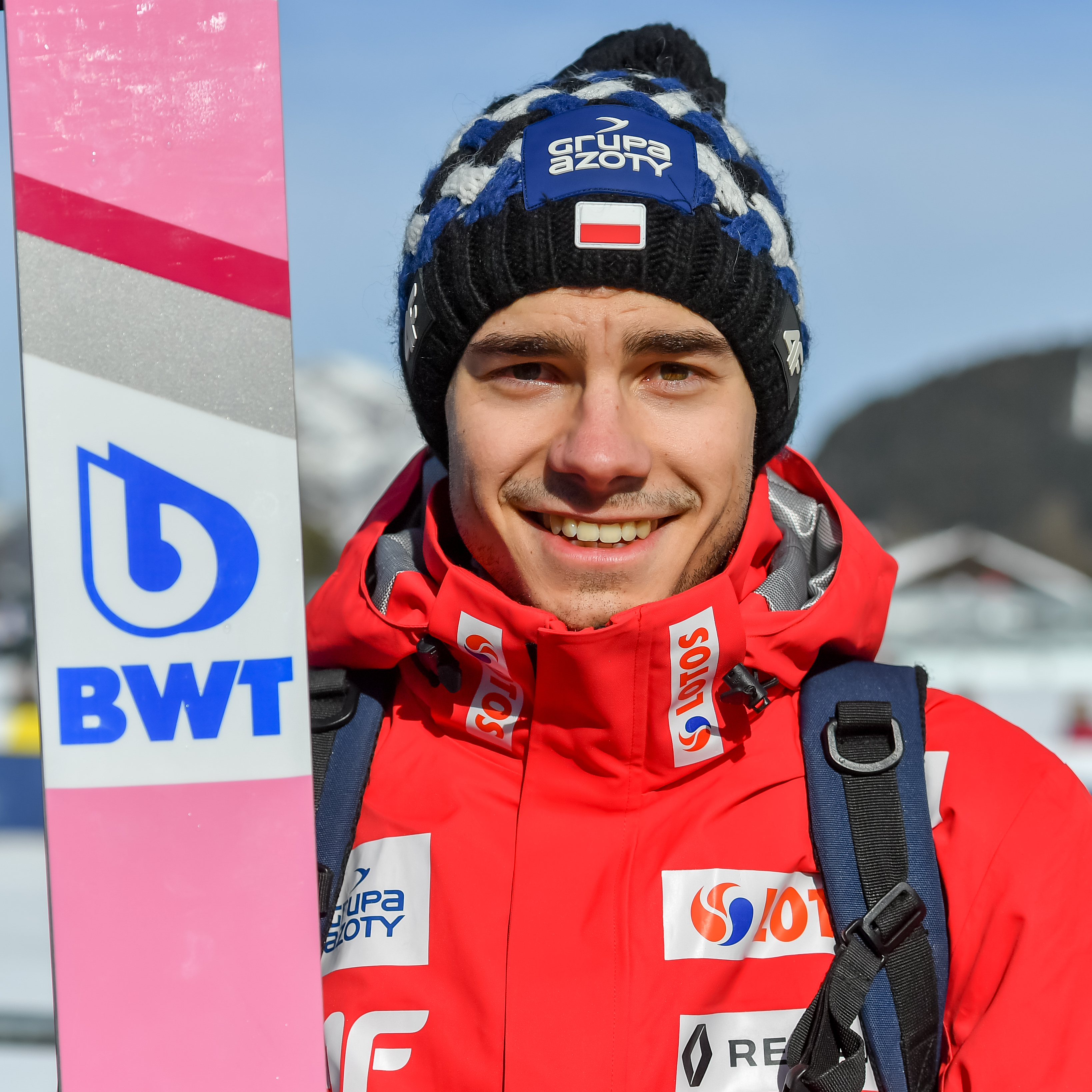
Jakub Wolny (* 1995)

- Wolny, Joseph (1844–1908), deutscher Geistlicher und Politiker (Zentrum), MdR
- Wolny, Konstanty (1877–1940), Rechtsanwalt, Mitglied der Oberschlesischen Mischkommission, erster Marschall des Schlesischen Parlaments
- Wolny, Maja (* 1976), polnische Autorin
- Wolny, Ryszard (* 1969), polnischer Ringer und Olympiasieger